# Kiribata
Kiribata är ett periodiskt vattendrag i Burundi.   Det ligger i provinsen Muyinga, i den nordöstra delen av landet, 140 kilometer nordost om huvudstaden Bujumbura.
Omgivningarna runt Kiribata är en mosaik av jordbruksmark och naturlig växtlighet. Runt Kiribata är det tätbefolkat, med 266 invånare per kvadratkilometer.